# Berlin-Brandenburgische Badmintonmeisterschaft
Berlin-Brandenburgische Badmintonmeisterschaften werden seit der Saison 2005/2006 ausgetragen. Sie gingen aus den Landesmeisterschaften von Brandenburg und von Berlin hervor, welche mit der Verschmelzung der beiden Landesverbände Berlin und Brandenburg am 1. Januar 2005 nicht mehr stattfanden. Die Titelkämpfe stellen die dritthöchste Meisterschaftsebene im Badminton in Deutschland dar und sind die direkte Qualifikation für die Norddeutschen Badmintonmeisterschaften.

## Titelträger
| Herreneinzel | Dameneinzel                               | Herrendoppel                              | Damendoppel                                                                      | Mixed                                                                                | Saison                                                                          |
| ------------ | ----------------------------------------- | ----------------------------------------- | -------------------------------------------------------------------------------- | ------------------------------------------------------------------------------------ | ------------------------------------------------------------------------------- |
| 2005/2006    | Christopher Straßburger (EBT Berlin)      | Monja Bölter (EBT Berlin)                 | Karsten Lehmann (EBT Berlin) Bastian Zimmermann (EBT Berlin)                     | Anja Weber (BC Eintracht Südring) Thérèse Nawrath (BC Eintracht Südring)             | Karsten Lehmann (EBT Berlin) Monja Bölter (EBT Berlin)                          |
| 2006/2007    | Andreas Kämmer (BC Eintracht Südring)     | Lisa Deichgräber (SV Berliner Brauereien) | Karsten Lehmann (EBT Berlin) Bastian Zimmermann (EBT Berlin)                     | Anne Reiter (EBT Berlin) Thérèse Nawrath (BC Eintracht Südring)                      | Karsten Lehmann (EBT Berlin) Anne Reiter (EBT Berlin)                           |
| 2007/2008    | Andreas Kämmer (BC Eintracht Südring)     | Carla Nelte (EBT Berlin)                  | Temuulen Ayush (SV Berliner Brauereien) Johannes Szilagyi (EBT Berlin)           | Carla Nelte (EBT Berlin) Franziska Ottrembka (SV Berliner Brauereien)                | Karsten Lehmann (EBT Berlin) Anne Reiter (EBT Berlin)                           |
| 2008/2009    | Robert Franke (BC Eintracht Südring)      | Lisa Deichgräber (SV Berliner Brauereien) | Temuulen Ayush (SV Berliner Brauereien) Johannes Szilagyi (EBT Berlin)           | Carla Nelte (EBT Berlin) Franziska Burkert (EBT Berlin)                              | Karsten Lehmann (EBT Berlin) Anne Reiter (EBT Berlin)                           |
| 2009/2010    | Jens Ehlert (BC Eintracht Südring)        | Monja Bölter (BC Eintracht Südring)       | Andreas Kämmer (BC Eintracht Südring) Robert Franke (BC Eintracht Südring)       | Monja Bölter (BC Eintracht Südring) Anja Weber (BC Eintracht Südring)                | Jens Ehlert (BC Eintracht Südring) Monja Bölter (BC Eintracht Südring)          |
| 2010/2011    | Jens Ehlert (BC Eintracht Südring)        | Monja Bölter (BC Eintracht Südring)       | Andreas Kämmer (BC Eintracht Südring) Robert Franke (BC Eintracht Südring)       | Monja Bölter (BC Eintracht Südring) Anja Weber (BC Eintracht Südring)                | Jens Ehlert (BC Eintracht Südring) Monja Bölter (BC Eintracht Südring)          |
| 2011/2012    | Jens Ehlert (BC Eintracht Südring)        | Monja Bölter (BC Eintracht Südring)       | Karsten Lehmann (EBT Berlin) Bastian Zimmermann (EBT Berlin)                     | Lisa Deichgräber (EBT Berlin) Anne Reiter (EBT Berlin)                               | Jens Ehlert (BC Eintracht Südring) Monja Bölter (BC Eintracht Südring)          |
| 2012/2013    | Jens Ehlert (BC Eintracht Südring)        | Lisa Deichgräber (EBT Berlin)             | Andreas Kämmer (BC Eintracht Südring) Bastian Zimmermann (BC Eintracht Südring)  | Lisa Deichgräber (EBT Berlin) Anne Reiter (EBT Berlin)                               | Jens Ehlert (BC Eintracht Südring) Monja Ehlert (BC Eintracht Südring)          |
| 2013/2014    | Andreas Kämmer (BC Eintracht Südring)     | Lisa Deichgräber (EBT Berlin)             | Andreas Kämmer (BC Eintracht Südring) Marcel Stechert (BC Eintracht Südring)     | Jana Bühl (Berliner SC) Franziska Ottrembka (SV Berliner Brauereien)                 | Karsten Lehmann (EBT Berlin) Jana Bühl (Berliner SC)                            |
| 2014/2015    | Maximilian Bobeth (ProSport 24 Berlin)    | Lisa Deichgräber (EBT Berlin)             | Andreas Kämmer (BC Eintracht Südring) Marcel Stechert (BC Eintracht Südring)     | Jana Bühl (Berliner SC) Franziska Ottrembka (SV Berliner Brauereien)                 | Jens Ehlert (EBT Berlin) Jana Bühl (Berliner SC)                                |
| 2015/2016    | Lin-Yu Oei (BC Eintracht Südring)         | Lisa Baumgärtner (EBT Berlin)             | Jan Borsutzki (EBT Berlin) Robert Franke (EBT Berlin)                            | Jana Bühl (BC Eintracht Südring) Franziska Ottrembka (SV Berliner Brauereien)        | Bastian Zimmermann (EBT Berlin) Anja Buchert (EBT Berlin)                       |
| 2016/2017    | Brian Holtschke (EBT Berlin)              | Lisa Deichgräber (EBT Berlin)             | Andreas Kämmer (BC Eintracht Südring) Saruul Shafiq (SV Berliner Brauereien)     | Anja Buchert (EBT Berlin) Jana Bühl (BC Eintracht Südring)                           | Robert Franke (EBT Berlin) Lisa Deichgräber (EBT Berlin)                        |
| 2017/2018    | Saruul Shafiq (SV Berliner Brauereien)    | Lisa Zimmermann (EBT Berlin)              | Karsten Lehmann (EBT Berlin) Bastian Zimmermann (EBT Berlin)                     | Monja Ehlert (BC Eintracht Südring) Lisa Zimmermann (EBT Berlin)                     | Robert Franke (EBT Berlin) Lisa Zimmermann (EBT Berlin)                         |
| 2018/2019    | Brian Holtschke (EBT Berlin)              | Hongzi Huang (BC 58 Luckau)               | Robert Franke (EBT Berlin) Jens Ehlert (BC Eintracht Südring)                    | Sophie Reimers (SV Berliner Brauereien) Franziska Ottrembka (SV Berliner Brauereien) | Saruul Shafiq (SV Berliner Brauereien) Lisa Zimmermann (EBT Berlin)             |
| 2019/2020    | Saruul Shafiq (SV Berliner Brauereien)    | Lena Reder (SV Berliner Brauereien)       | Saruul Shafiq (SV Berliner Brauereien) Lin-Yu Oei (SV Berliner Brauereien)       | Kim Achterberg (EBT Berlin) Henriette Leber (EBT Berlin)                             | Philipp Salow (SV Berliner Brauereien) Sinah Holtschke (SV Berliner Brauereien) |
| 2020/2021    | nicht ausgetragen                         | nicht ausgetragen                         | nicht ausgetragen                                                                | nicht ausgetragen                                                                    | nicht ausgetragen                                                               |
| 2021/2022    | Florian Kaminski (SV Berliner Brauereien) | Lea Dingler (SV Berliner Brauereien)      | Florian Kaminski (SV Berliner Brauereien) Bennet Köhler (SV Berliner Brauereien) | Lea Dingler (SV Berliner Brauereien) Sinah Holtschke (SV Berliner Brauereien)        | Philipp Salow (SV Berliner Brauereien) Sinah Holtschke (SV Berliner Brauereien) |
| 2022/2023    | Saruul Shafiq (SV Berliner Brauereien)    | Michelle Beecken (Fürstenwalder BC)       | Florian Kaminski (SV Berliner Brauereien) Bennet Köhler (SV Berliner Brauereien) | Anja Buchert (EBT Berlin) Henriette Leber (EBT Berlin)                               | Lin-Yu Oei (SV Berliner Brauereien) Lea Dingler (SV Berliner Brauereien)        |
| 2023/2024    | Camilo Borst (BC PreussenPark)            | Varsha Venkitesh (Berliner Sport-Club)    | Robert Franke (EBT Berlin) Jens Ehlert (BG Neukölln)                             | Anja Buchert (EBT Berlin) Henriette Leber (EBT Berlin)                               | Robert Franke (EBT Berlin) Josie David (EBT Berlin)                             |
| 2024/2025    | Camilo Borst (BC PreussenPark)            | Varsha Venkitesh (VfB Kiefholz)           | Florian Kaminski (SV Berliner Brauereien) Bennet Köhler (SV Berliner Brauereien) | Michelle Kanschik (SC Brandenburg) Sophie Reimers (SC Brandenburg)                   | Robert Franke (EBT Berlin) Josie David (BC PreussenPark)                        |